# Тете, Золани
Золани Тете (англ. Zolani Tete), род. 8 марта 1988, Восточно-Капская провинция, ЮАР) — южноафриканский боксёр-профессионал, выступающий в легчайшей (англ. Bantamweight) и во второй наилегчайшей (англ. Super flyweight) весовых категории. Чемпион мира по версии WBO (2017—н. в.) в легчайшем весе, чемпион мира по версии IBF (2014) во втором наилегчайшем весе.

## Профессиональная карьера
Золани Тете дебютировал на профессиональном ринге в 2006 году в восемнадцатилетнем возрасте и первые годы выступал в наилегчайшей весовой категории (до 50,8 кг).
Выиграл нокаутом первые семь поединков, из которых шесть в первом раунде, и уже в восьмом бою завоевал титул чемпиона мира по второстепенной версии WBF в наилегчайшей весовой категории, нокаутировав индонезийца Викки Тахумила (33-1-2).
Тете провёл две успешные защиты титула, и перед третьей защитой в сентябре 2008 года пострадал от эпилептического припадка. Врачи не смогли диагностировать причину этого инцидента, и Тете на девять месяцев приостановил боксёрскую карьеру, и ему пришлось отказаться от титула.
20 ноября 2009 года Тете завоевал титул чемпиона Африки по версии WBO.
26 февраля 2010 года Тете победил по очкам филиппинца Ричарда Гарсию и завоевал статус обязательного претендента на титул чемпиона мира по версии IBF. В бою за чемпионский титул, Тете проиграл нокаутом действующему чемпиону, южноафриканцу, Морути Мталане и потерпел первое поражение на профессиональном ринге.
После поражения перешёл во второй наилегчайший вес. В 2011 и 2012 году проиграл по очкам спорно два поединка, мексиканцу Хуано Альберто Росасу (35-6), и аргентинцу Роберто Доменико Сосе (23-0), оба за титулы обязательного претендента по версии IBF.
30 ноября 2013 года, провёл очередной поединок за звание обязательного претендента на титул чемпиона мира по версии IBF, в котором нокаутировал в 10-м раунде бывшего чемпиона мира, мексиканца Хуана Карлоса Санчеса (17-1).
18 июля 2014 года в Японии Золани Тете победил по очкам местного небитого боксёра, Тэйру Киноcиту (19-0-1), и стал новым чемпионом мира во втором наилегчайшем весе по версии IBF.
18 ноября 2017 года, установил мировой рекорд, нокаутировал соотечественника Сибонисо Гонью за 11 секунд в 1-м раунде и защитил титул чемпиона мира, по версии WBO.

### Участие в турнире World Boxing Super Series
Летом 2018 года было объявлено, что Тете примет участие во 2-м сезоне Всемирной боксёрской суперсерии.

#### Бой с Михаилом Алояном
13 октября 2018 года, в рамках четвертьфинала турнира, победил единогласным решением судей россиянина Михаила Алояна (4-0) и защитил титул чемпиона мира по версии WBO (3-я защита Тете) в легчайшем весе, и прошёл в полуфинал турнира WBSS 2.

#### Бой с Джонриэлем Касимеро
30 ноября 2019 года Тете досрочно техническим нокаутом в 3-м раунде потерпел поражение от опытного филиппинца Джонриэля Касимеро (28-4), и потерял титул чемпиона мира по версии WBO (это была 4-я защита Тете) в легчайшем весе.

## Статистика профессиональных боёв
В таблице перечислены результаты всех поединков боксёров.
В каждой строке указан результат поединка. Дополнительно номер поединка обозначен цветом, который обозначает итог поединка. Расшифровка обозначений и цветов представлена в нижеследующей таблице.
| Пример | Расшифровка                     |
| ------ | ------------------------------- |
|        | Победа                          |
|        | Ничья                           |
|        | Поражение                       |
|        | Планируемый поединок            |
|        | Поединок признан несостоявшимся |
| КО     | Нокаут                          |
| ТКО    | Технический нокаут              |
| PTS    | Решение судей (по очкам)        |
| UD     | Единогласное решение судей      |
| MD     | Решение большинства судей       |
| SD     | Раздельное решение судей        |
| RTD    | Отказ от продолжения боя        |
| DQ     | Дисквалификация                 |
| NC     | Поединок признан несостоявшимся |

| Бой | Рекорд | Дата боя        | Соперник                   | Место проведения боя                                      | Раундов, время   | Дополнительно |
| --- | ------ | --------------- | -------------------------- | --------------------------------------------------------- | ---------------- | --- |
| 33  | 29-4   | 12 декабря 2021 | Идди Каюмба (13-4-2)       | Booysens Boxing Club, Йоханнесбург, ЮАР                   | KO 1 (10), 0:55  | |
| 32  | 28-4   | 30 ноября 2019  | Джон Риэль Касимеро (28-4) | Арена Бирмингем, Бирмингем, Уэст-Мидлендс, Великобритания | TKO 3 (12), 2:14 | Потерял титул чемпиона мира по версии WBO (4-я защита Тете) в легчайшем весе.                                                        |
| 31  | 28-3   | 13 октября 2018 | Михаил Алоян (4-0)         | Екатеринбург-Экспо, Екатеринбург, Россия                  | UD (12)          | Счёт: 114-111, 115-110, 114-111. Защитил титул чемпиона мира по версии WBO (3-я защита Тете) в легчайшем весе. Четвертьфинал WBSS 2. |